# Noonacris novahibernica
Noonacris novahibernica är en insektsart som beskrevs av Kevan, D.K.M. 1966. Noonacris novahibernica ingår i släktet Noonacris och familjen Pyrgomorphidae. Inga underarter finns listade i Catalogue of Life.